# Brynjulf Alver
Brynjulf Alver, född 28 september 1924, död 21 februari 2009, var en norsk folklorist.
Alver blev 1983 professor i Bergen. Han har som sägenforskare betonat att de "historiska" sägnerna i första hand har återgett samtidens eller eftervärldens folkliga attityder till historiska skeenden och gestalter, inte historiska fakta. Som visforskare daterade han bland annat i Draumkvedet (1971) balladen Draumkvedet till en betydligt senare tidpunkt än gängse äldre uppfattningar gjort.